# 폐쇄경제
폐쇄경제(閉鎖經濟, closed economy)는 거시 경제 측면에서 외국과의 금융 · 무역 거래를 하지 않는 경제이다. 반의어는 개방경제이다.

## 같이 보기
- 봉쇄경제와 개방경제의 비교